# Piyachart Srimarueang
Piyachart Srimarueang (thailändisch ปิยะชาติ ศรีมะเรือง, * 11. Januar 1989 in Sisaket) ist ein ehemaliger thailändischer Fußballspieler.

## Karriere
Piyachart Srimarueang erlernte das Fußballspielen in der Schulmannschaft der Ratwinit Bangkaeo School sowie in der Jugendmannschaft vom Osotspa FC. Hier unterschrieb er 2007 auch seinen ersten Vertrag. Der Verein spielte in der ersten Liga des Landes, der Thai Premier League. Von 2009 bis 2010 wurde er an den Zweitligisten Rayong United FC nach Rayong ausgeliehen. Mit dem Klub spielte er in der Thai Premier League Division 1. 2011 wechselte er zum Ligakonkurrenten Navy FC nach Sattahip. Ende 2011 musste er mit der Navy den Weg in die zweite Liga antreten. Für die Navy spielte er noch ein Jahr in der zweiten Liga. Die Hinserie 2013 spielte er beim Ligakonkurrenten Trat FC in Trat. Nach Hinserie wechselte er zum ebenfalls in der zweiten Liga spielenden Ayutthaya FC. Der Erstligaaufsteiger Saraburi FC nahm ihn Anfang 2015 unter Vertrag. Für den Verein aus Saraburi spielte er 27-mal in der ersten Liga. Am Ende der Saison wurde der Verein aufgelöst. Nach der Auflösung unterschrieb er Anfang 2016 einen Vertrag beim Erstligisten Sukhothai FC. Nach der Hinserie und 18 Erstligaspielen für Sukhothai wechselte er zur Rückserie zum Erstligisten Port FC nach Bangkok. Für Port kam er auf zwölf Einsätze in der ersten Liga. Ende 2017 beendete er seine Karriere als Fußballspieler.